# 지영우
지영우(본명: 김기영, 1986년 11월 11일 ~ )는 대한민국의 배우이다.

## 학력
- 동아방송예술대학 방송연예과

## 출연 작품

### 영화
- 《소년 마부》 (2009년) - 원석 역
- 《이대다니는 남자》 (2009년)
- 《아내가 결혼했다》 (2008년)

### 드라마 & 시트콤
- 《한여름의 추억》 (2017년, JTBC)
- 《아버님 제가 모실게요》 (2016년, MBC)
- 《혼술남녀》 (2016년, tvN) - 황진이 제자 공무원 역
- 《치즈인더트랩》 (2016년, tvN) - 남직원 역
- 《왕의 얼굴》 (2014년, KBS2) - 대전내관 역
- 《아이언맨》 (2014년, KBS2)
- 《끝없는 사랑》 (2014년, SBS)
- 《유나의 거리》 (2014년, JTBC)
- 《골든크로스》 (2014년, KBS2)
- 《우리가 사랑할 수 있을까》 (2014년, JTBC) - 오광수 역
- 《황금 무지개》 (2013년, MBC) - 호텔리어 역
- 《미래의 선택》 (2013년, KBS2) - 세주친구 역
- 《막돼먹은 영애씨 12》 (2013년, tvN) - 지은 남친 역
- 《최고다 이순신》 (2013년, KBS2) - 최연아 동료배우 역
- 《단단한 가족》 (2012년, E채널) - 영식 역
- 《다섯 손가락》 (2012년, SBS) - 인하 친구 역
- 《바보엄마》 (2012년, SBS) - 웨딩쇼 모델 역
- 《욱닥욱닥》 (2011년, KTV) - 류승환 역

### 뮤직비디오
- 팻두 - 세린 2화 불안하단 말이야
- 에일리 - 보여줄게